# Baltische Vloot

Mouw-insigne van de Baltische Vloot

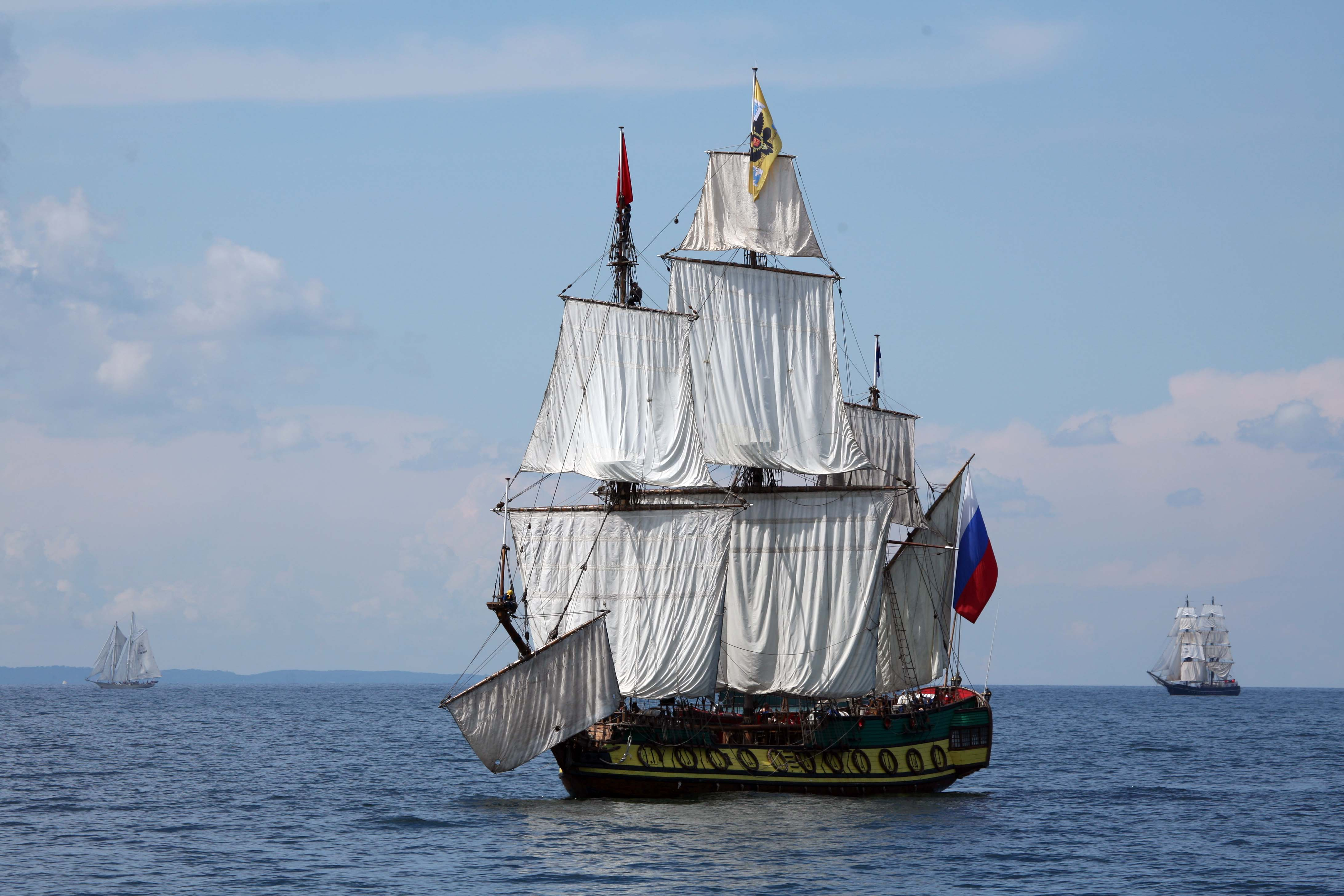
Het fregat Standart, een driemaster met 24 kanonnen.

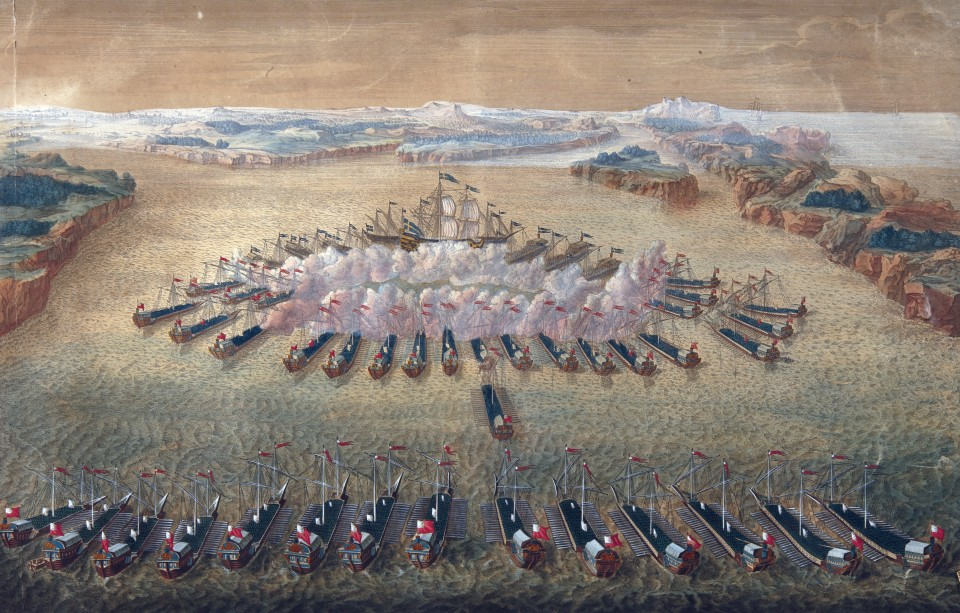
De Slag bij Gangut.

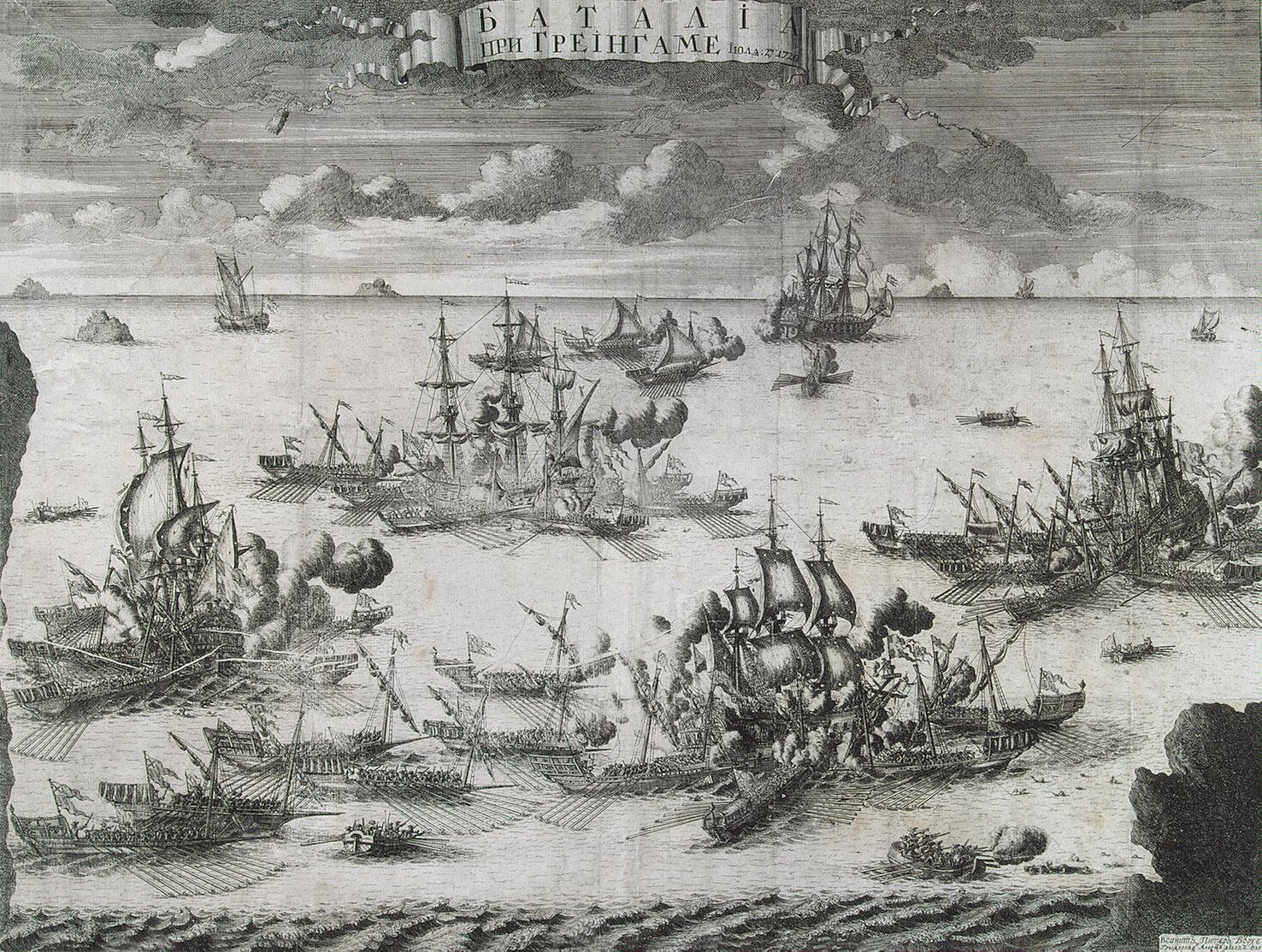
De slag bij Grengam

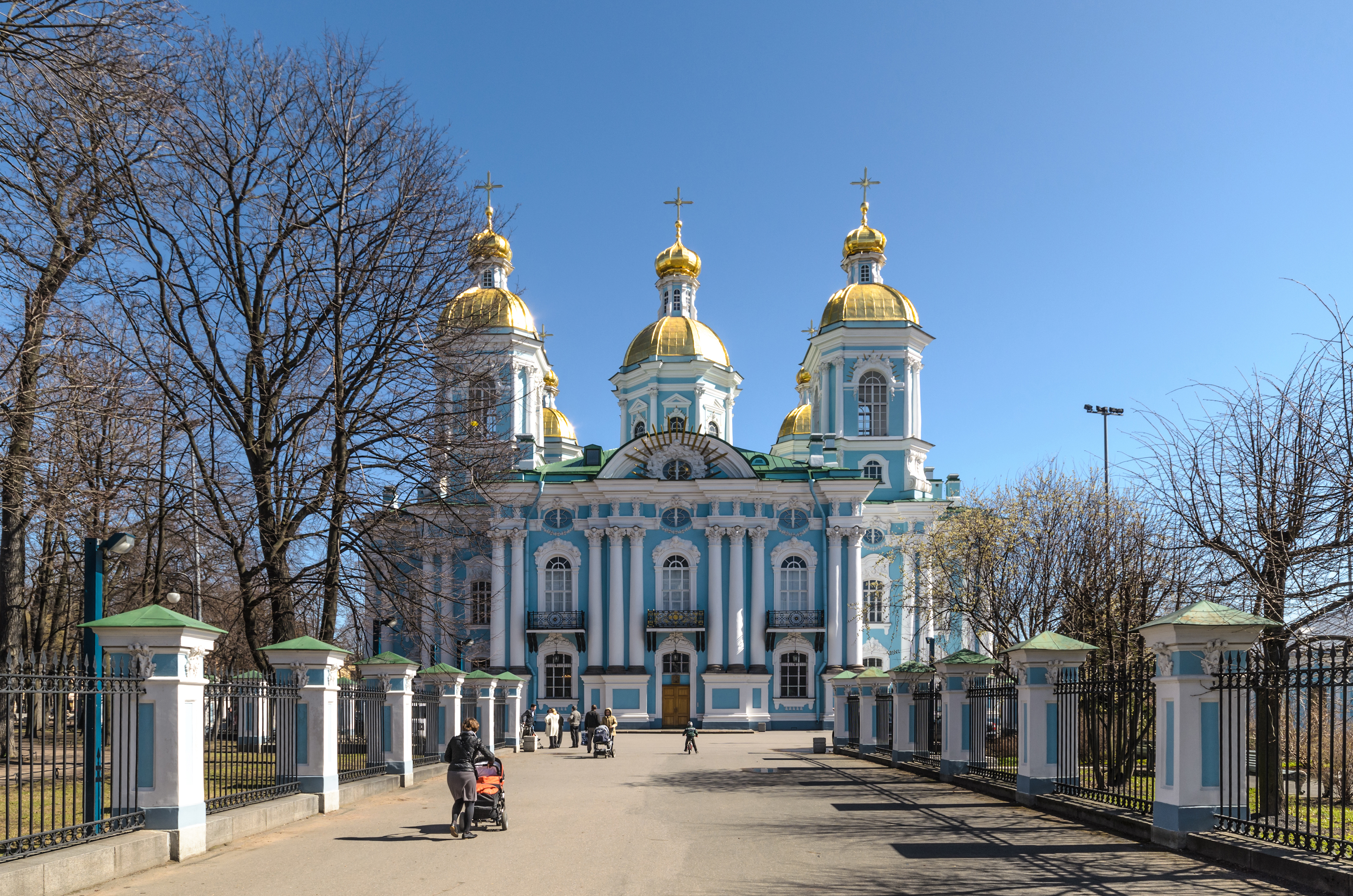
De Nicolaaskathedraal te Sint-Petersburg met gedenkstenen voor gesneuvelde matrozen

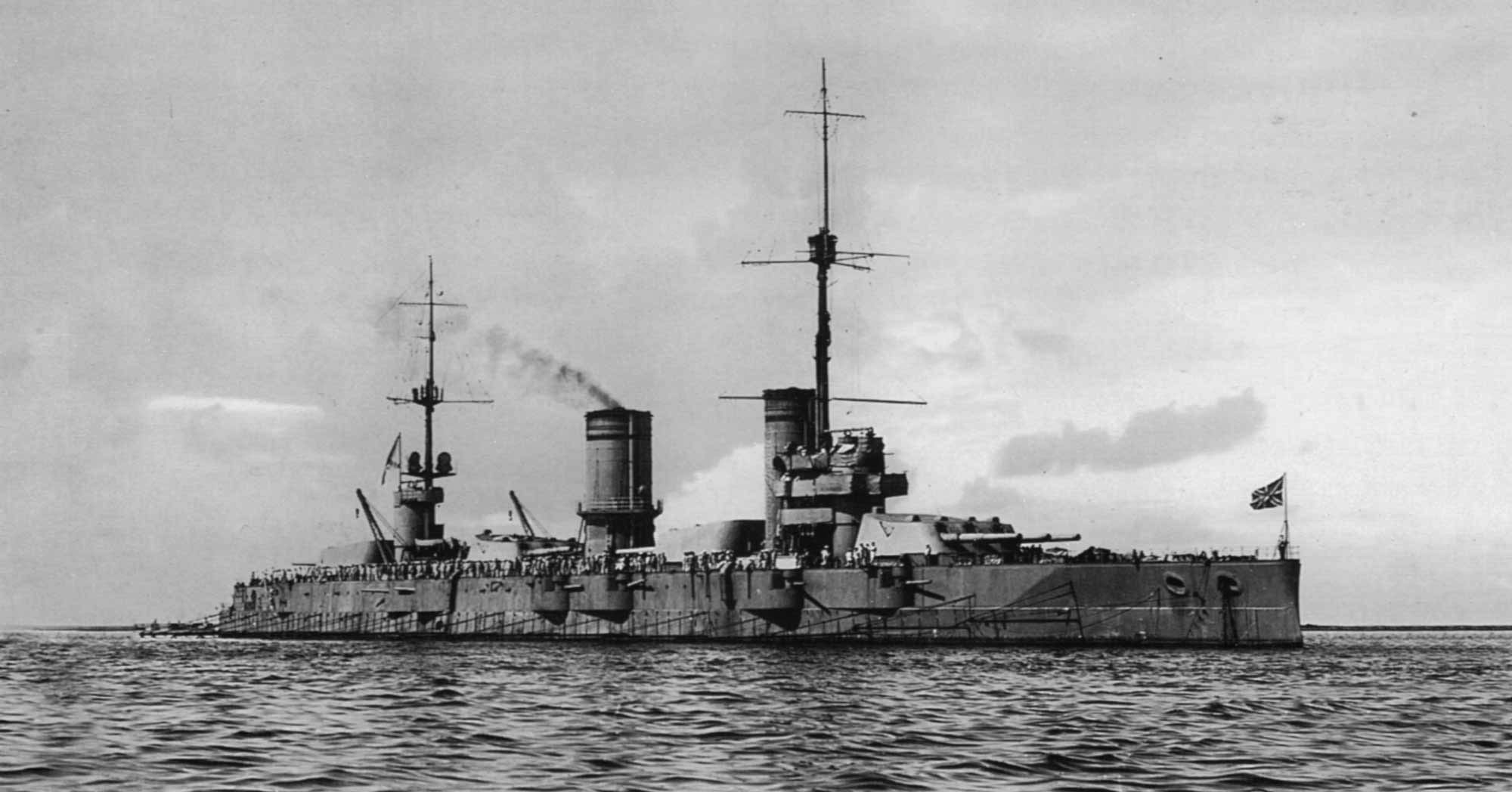
De Gangut

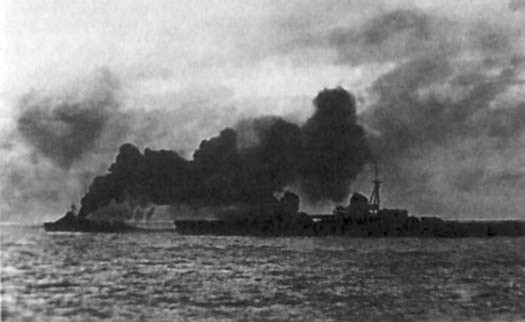
De kruiser Kirov in een rookgordijn bij de evacuatie van Tallinn in 1941

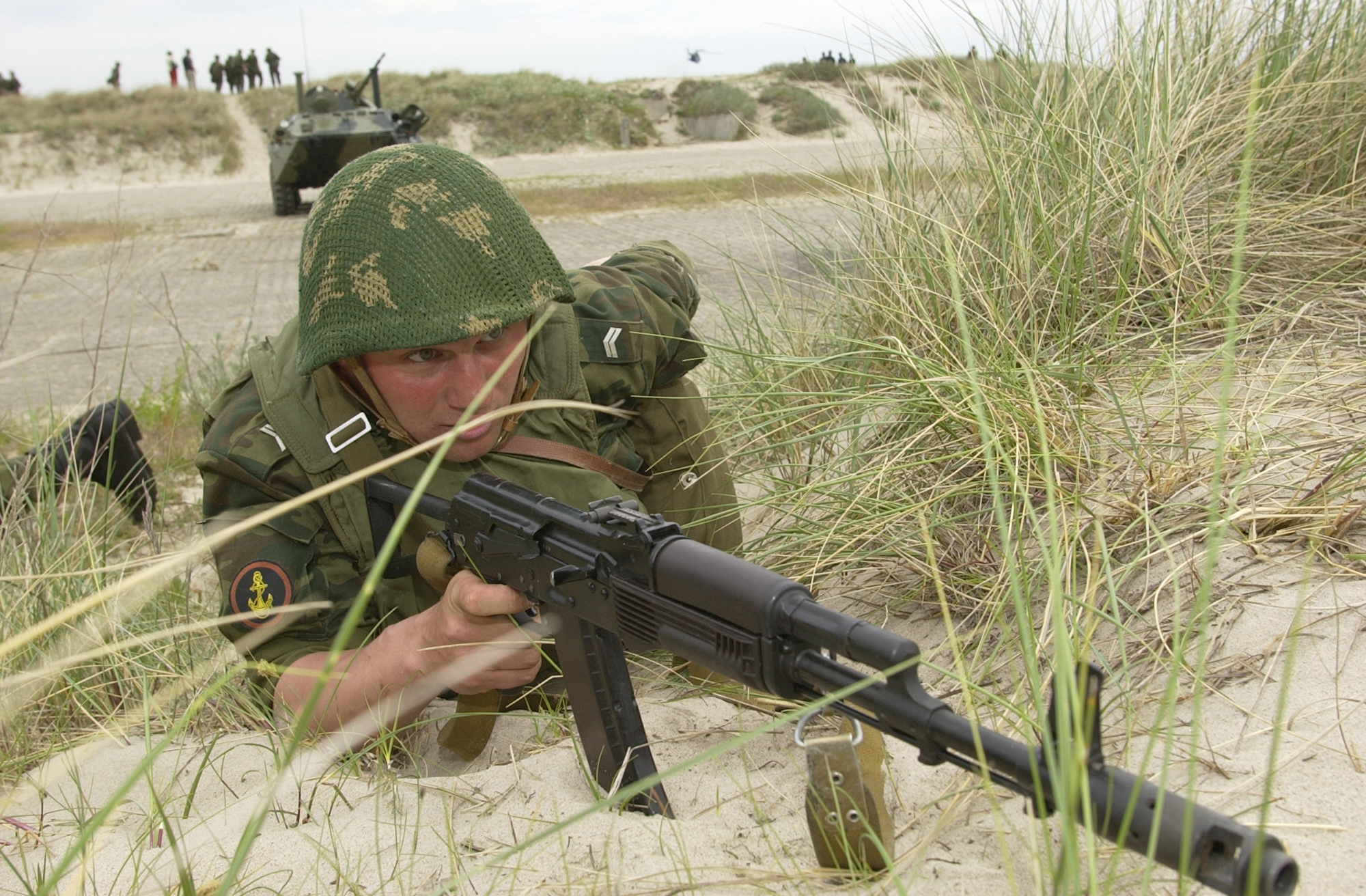
Russische mariniers landen bij Ustka in Polen

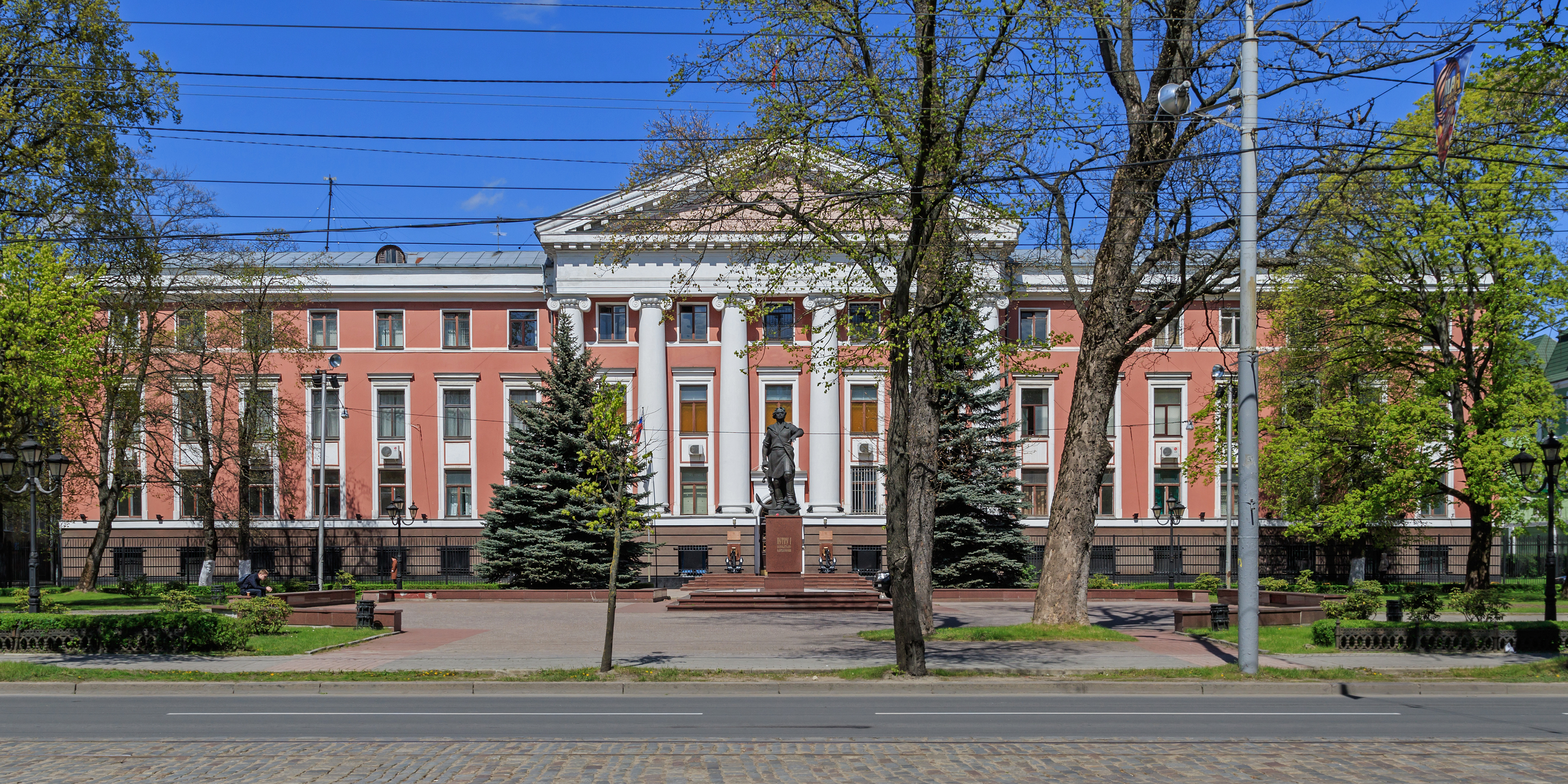
Hoofdkwartier in de enclave Kaliningrad.

De Baltische Vloot (met twee rode banieren) (Russisch: Дважды Краснознамённый Балтийский флот) vaart in de Oostzee en is de oudste vloot van de Russische Marine.
De vloot verkreeg in de Sovjettijd zijn tweede Orde van de Rode Banier. De Baltische vloot (of Oostzeevloot) ligt in de enclave Kaliningrad met bases te Baltiejsk en Kronstadt in de Finse Golf.

## Peter de Grote
Tsaar Peter I van Rusland liet tijdens de Grote Noordse Oorlog te Lodejnoje Pole in 1702 en 1703 de eerste oorlogsschepen bouwen en richtte op 18 mei 1703 de Baltische Vloot op met basis te Kronstadt. De eerste bevelhebber was de Nederlandse admiraal Cornelius Cruys. Het eerste wapenfeit was de inname van Sjlisselburg. In 1701 richtte Peter de Grote in de Soecharevtoren te Moskou een speciale school voor wiskunde en navigatie op (Russisch: Школа математических и навигацких наук). Nadat hij Sint-Petersburg stichtte, verhuisde de school daarheen. In 1752 werd de school herbenoemd tot Zeecadettenkorps. Nu heet ze Peter de Grote-marinekorps.
De Baltische Vloot kreeg in 1703 nieuwe schepen, waaronder het fregat Standart, een driemaster met 24 kanonnen.
Tegen 1724 telde de vloot 141 zeilschepen en honderden roeiboten.

## Grote Noordse Oorlog
In de Grote Noordse Oorlog nam de Baltische Vloot Viborg, Tallinn, Riga, de eilanden Saaremaa en Hiiumaa, Helsinki en Turku in. De vloot won de Zeeslag bij Hanko (Zweeds: Hangö udd) in 1714.
Tegen het einde van de oorlog zette de Baltische Vloot troepen af op de Zweedse kust om er nederzettingen te verwoesten. Na de dood van Karel XII van Zweden en de toenadering van George I van Groot-Brittannië tot Zweden, beschermde de Royal Navy de Zweedse belangen.
Een Russische poging om Stockholm te bereiken werd gestopt in de Slag bij Stäket in 1719. De verliezen in de Slag bij Grönham (Zweeds: Ledsund) in 1720 en de aankomst van een eskader onder admiraal John Norreys verhinderden verdere operaties tot het einde van de oorlog in 1721.

## Zevenjarige Oorlog
Tijdens de Zevenjarige Oorlog hielp de Baltische Vloot voor de kust van Pommeren de infanterie om Memel in te nemen in 1757 en Kolberg in 1761. De vloot blokkeerde de Sont om de Royal Navy de toegang tot de Oostzee te versperren.

## Russische-Zweedse Oorlog
In de Russisch-Zweedse Oorlog van 1788–1790 vocht de vloot onder Samuel Greig in de  Slag bij Hogland van 1788 en de Slag in de Golf van Vyborg van 1790. Een overhaaste Russische aanval op een Zweeds flottielje op 9 juli 1790 in de Slag bij Svensksund eindigde rampzalig voor de Baltische Vloot, die 9.500 van 14.000 mannen verloren en een derde van de flottielje en ook de oorlog.

## Russisch-Turkse Oorlog
In de Russisch-Turkse Oorlog voer de vloot de Middellandse Zee op en versloeg de Ottomaanse Zeemacht in de Slag bij Çeşme van 1770, de Slag bij de Dardanellen van 1807, de Slag bij Athos van 1807 en de Zeeslag bij Navarino van 1827. Rond die tijd voer Adam Johann von Krusenstern rond de wereld. Een andere officier van de vloot, Fabian Gottlieb von Bellingshausen ontdekte Antarctica.

## Krimoorlog
In de Krimoorlog belette de vloot de bezetting van Hanko, Suomenlinna en Sint-Petersburg. De geallieerden hadden meer en betere schepen, maar de Russen gebruikten torpedomijnen, een nieuwe uitvinding van Boris Jakobi. Aleksandr Stepanovitsj Popov gebruikte voor het eerst radiocommunicatie. Stepan Makarov lanceerde de eerste torpedo vanaf een schip. Aleksej Krylov bedacht een theorie over onzinkbaarheid. Aleksandr Mozjajski vond mee het vliegtuig uit.

## Amerikaanse Burgeroorlog
In 1861 kreeg de Baltische Vloot de eerste ijzeren schepen. In 1863 tijdens de Amerikaanse Burgeroorlog waren de meest zeewaardige schepen waaronder het vlaggenschip Alexander Nevski naar New York. Tezelfdertijd werden tien monitors van de Oeraganklasse te water gelaten met een ontwerp volgens de Amerikaanse Passaic-klasse. In 1869 nam de vloot het eerste slagschip met geschuttoren in dienst, de Peter de Grote.  Rond 1900 werd een netwerk van kustbatterijen opgesteld om de toegangen naar  Sint-Petersburg en Riga.

## Russisch-Japanse Oorlog
In de Russisch-Japanse Oorlog vertrok in september 1904 een eskader onder admiraal Zinovi Rozjestvenski van de Oostzee naar het verre oosten. De Duitse Hamburg-America Line stelde 60 vrachtschepen ter beschikking om de Baltische Vloot te bevoorraden op haar tocht. Bij de Doggersbank in de Noordzee vuurde de vloot op Britse vissersboten, die ze voor Japanse torpedoboten hielden. Drie Britse vissers vonden de dood in dit Doggersbank-incident. De Baltische Vloot voer rond Afrika  met tussenstops in havens van Franse, Duitse en Portugese kolonies: Tangier, Dakar, Gabon, Baía dos Tigres, Angra Pequeña en Nosy Be (Madagaskar). De reis ging verder over de Indische Oceaan naar Cam Ranh Bay in Frans Indochina. De vloot zwenkte naar het noorden, waar de Japanse Vloot ze onderschepte in de Slag bij Tsushima, waarbij de Baltische Vloot verslagen werd.

## Eerste Wereldoorlog
Na de Russisch-Japanse Oorlog zette Rusland Dreadnought slagschepen op stapel.  In 1914 kwamen vier dergelijke Gangut-klasse slagschepen in dienst: Gangut, Poltava, Petropavlovsk en Sebastopol. Vier nog krachtigere slagkruisers van de Borodino-klasse stonden op stapel, maar werden niet afgewerkt. De belangrijkste operatie tijdens de Eerste Wereldoorlog was de IJscruise van de Baltische Vloot in 1918 onder Aleksandr Zelenoj.  De zware schepen van de vloot bleven in hun haven, omdat de Duitse overmacht in slagschepen te groot was.
De vloot beschikte over 355 ton duikboten van het Amerikaanse Electric Boat Company. Vier van die duikboten, de AG 11, de AG 12, de AG 15 en de AG 16 werden op 3 april 1918 tot zinken gebracht in de haven van Hanko voordat de 10.000 man sterke Duitse Ostsee-Division landde om de Witten te steunen in de Finse Burgeroorlog. In die oorlog kreeg de vloot steun van de Britse duikbootflottielje in de Oostzee. De bemanningen brachten op 4 april 1918 die duikboten tot zinken bij de vuurtoren van Harmaja nabij Helsinki.

## Revolutie en Russische Burgeroorlog
Tijdens de Oktoberrevolutie sloten de zeelui van de Baltische Vloot zich aan bij de bolsjewieken. Sommige schepen deden mee met de Russische Burgeroorlog. Ze vochten tegen de Royal Navy in de Oostzee die er deelnam aan de interventie in de burgeroorlog. Mettertijd verzuurde de relatie tussen de Baltische Vloot en het bolsjewistisch regime. Dit leidde tot de Opstand van Kronstadt in 1921, die werd neergeslagen.
Vanaf 1930 kreeg de vloot moderne schepen van eigen makelij, waaronder de met diesel aangedreven Sovjet-duikboot M-256 van Project 615. De vloot kreeg ook op het land gestationeerde vliegtuigen.
In september 1939 oefende de vloot druk uit op de Baltische staten Estland, Letland en Litouwen en in juni 1940 blokkeerden ze de Baltische staten om de Sovjet-invasie te steunen.

## Winteroorlog
De vloot beschoot in 1939-1940 de Finse kustverdediging tijdens de Winteroorlog en de vliegtuigen vielen Finland aan. De oorlogshandelingen hielden op toen de Finse Golf bevroor tijdens de uitzonderlijk strenge winter.

## Tweede Wereldoorlog
Bij het begin van Operatie Barbarossa telde de Baltische Vloot 2 slagschepen, 2 kruisers, 2 flottieljeleiders, 19 torpedobootjagers, 48 motortorpedoboten, 65 duikboten en 656 vliegtuigen. Onder leiding van viceadmiraal Vladimir Triboets verdedigde de vloot het schiereiland Hanko, Tallinn, en eilanden in Estland. De vloot hielp bij de doorbraak in het Beleg van Leningrad. 137 zeelui van de Baltische Vloot werden Held van de Sovjet-Unie. Het grootste deel van de oorlog lag de vloot vast door Duitse en Finse zeemijnen bij Leningrad en Kronstadt.
De Finnen hadden Hogland en andere eilanden heroverd. Veel matrozen vochten als infanterist op het land tijdens de belegering van Leningrad. Alleen duikboten konden ontglippen. Tegen het einde van de oorlog brachten ze de Wilhelm Gustloff, Dampfschiff General von Steuben en Goya tot zinken, waarbij in totaal 20.000 opvarenden om het leven kwamen.
De vloot verzorgde de Sovjet evacuatie van Tallinn in augustus 1941.

## Koude Oorlog
In 1975 muitte de bemanning van het fregat Storozjevoj. In oktober 1981 liep de duikboot S-363 vast in Zweedse territoriale wateren bij Karlskrona.
Bij het uiteenvallen van de Sovjet-Unie verloor de vloot de bases in Estland, Letland en Litouwen en bleef alleen de enclave Kaliningrad als basis.